# Parque de la Locomotora
El Parque de la Locomotora es un espacioso parque situado en el centro de la ciudad de Tacna.
Alberga una centenaria y antigua Locomotora que traslado al Coronel Bolognesi y a las tropas peruanas a la defensa del Morro de Arica.

## Historia
Esta plaza fue edificada para albergar a la Centenaria Locomotora N.º3 Modelo 1859, construida en Pensilvania y que condujo al Coronel Bolognesi y las tropas peruanas a defender el Morro de Arica durante la Guerra con Chile. 

## Descripción

### Locomotora
La Locomotora fue construida en Pensilvania en 1859 con un modelo de motor N°03 . En 1879, durante la guerra del Pacífico, la locomotora traslado al Coronel Bolognesi y las tropas peruanas a defender el Morro de Arica. Durante la ocupación chilena, la locomotora continuó uniendo Tacna con Arica. En 1940 dejó de funcionar y para después ser reparada y trasladada al parque en 1977. De ahí el denominativo «Parque de la Locomotora».

### Estatuas
- Coronel Francisco Bolognesi

La plaza alberga una estatua al Coronel Francisco Bolognesi por las hazañas desempeñadas en la defensa del Morro de Arica durante la guerra del Pacífico y curiosamente haber sido conducido por la misma locomotora.
- Alfonso Ugarte

La estatua conmemora a Alfonso Ugarte por las hazañas desempeñadas en la defensa del Morro de Arica durante la guerra del Pacífico. Esta estatua esta puesta en lo alto del centro de una fuente, en un caballo saltando «en alusión a un supuesto acto al tirarse del Morro de Arica durante la Batalla de Arica».

## Actualidad
Este parque suele ser trascurrido por residentes y turistas nacionales y extranjeros, suele ser usado en la noche como centro de ensayo para varios grupos de danza de la ciudad y como centro de práctica para el skate y el patinaje en ruedas.
También suele haber ferias y exposiciones de arte y reciclaje en el parque encargadas por la Municipalidad de Tacna.
Cuando ocurrió el desastre de los Huaycos en Mirave y los sectores de la sierra en Tacna en febrero de 2019, el Parque de la Locomotora se convirtió en uno de los puntos de acopio de víveres y ayuda a los damnificados a cargo de La Tercera Brigada de Caballería de la ciudad.